# Ceratopyxis verbenacea
Ceratopyxis es un género monotípico de planta herbácea perteneciente a la familia Rubiaceae. Su única especie:  Ceratopyxis verbenacea, (Griseb.) Hook.f., es originaria del Caribe.

## Descripción
Es un arbusto o arbolito, con ramitas glabras; estipulas de 4-10 mm, aovado-deltoideas, agudas o acuminadas, mucronadas, resinosas; hojas elíptico-oblongas, lanceo-oblongas u oblanceolado-oblongas, de 4.5-8 por 1.2-2.5 cm, agudas o redondeadas a obtusas y corto-acuminadas en el ápice, agudas o acuminadas en la base, glabras o puberulas cerca de la base, pedúnculos de 4.5-14 cm, tirsos de 3-7 por 1.5-2.5 cm; cáliz corto-peloso, de 4 mm, corola de 6-8 m, amarillenta, pelosita, fruto de 4-5 mm, pelosito.

## Taxonomía
Ceratopyxis verbenacea fue descrita por (Griseb.) Hook.f. y publicado en Hooker's Icones Plantarum 12: 24. 1872.
Sinonimia
- Phialanthus spicatus C.Wright
- Rondeletia verbenacea Griseb.[4]

## Nombre común
En Cuba: cuaba de sierra. 